# Festival Internacional de Jazz de Barcelona

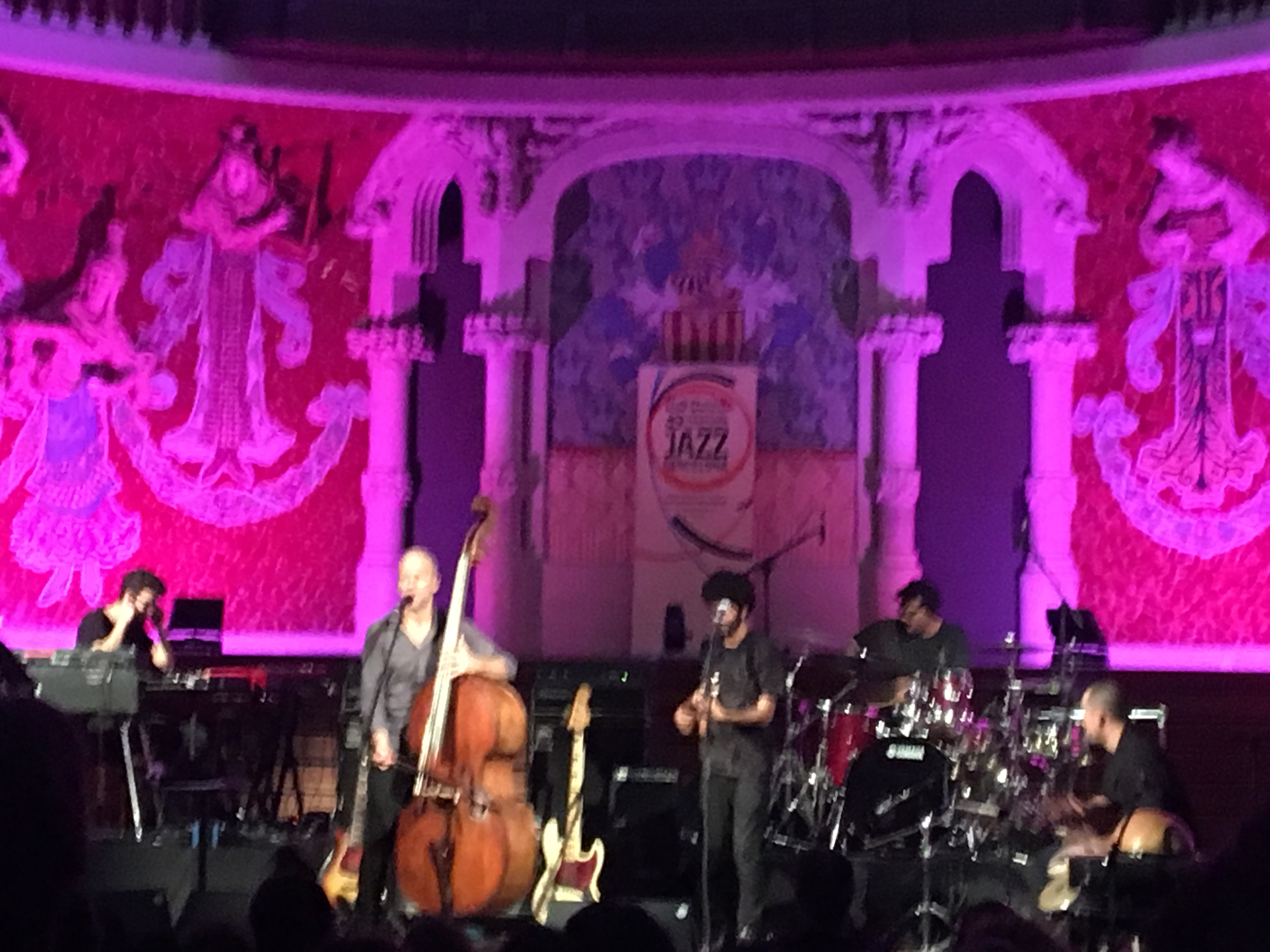
Actuación del conjunto del contrabajista Avishai Cohen en la 49ª edición del festival (25 de nov. del 2017).

El Festival Internacional de Jazz de Barcelona (actualmente Voll-Damm Festival Internacional de Jazz de Barcelona), fundado en 1966 por el empresario Joan Roselló, es uno de los festivales con más solera de España. 

## Historia
Desde su primer concierto el 3 de noviembre de 1966 en el Palacio de la Música Catalana a cargo del pianista Dave Brubeck y su cuarteto, el Festival Internacional de Jazz de Barcelona se ha mantenido fiel a su cita otoñal (excepto entre los años 1977 y 1979) acercando lo más granado de la escena jazzística al público de la Ciudad Condal. Artistas del calibre de Duke Ellington, Count Basie, Miles Davis, Sonny Rollins, Jimmy Smith, Dexter Gordon, Keith Jarrett y un largo etcétera han sido protagonistas de las muchas ediciones de un festival cuya programación musical se complementa con actividades paralelas como conferencias, clases magistrales, exposiciones o proyecciones cinematográficas. La promotora barcelonesa TheProject se encarga de la organización del festival desde 1989.
En 2002, Voll-Damm se convierte en el principal patrocinador del festival, añadiendo su marca a la nomenclatura del mismo.  